# Georg Spohr
Georg Spohr (n. 24 ianuarie 1951, Magdeburg, RDG) este un timonier ce a reprezentat Republica Democrată Germană, medaliat olimpic. A participat la 2 ediții ale Jocurilor Olimpice (1976, 1980) în care a câștigat două medalii de aur.